# 大熊政彦
大熊 政彦（おおくま まさひこ、1966年12月26日 - ）は、岐阜県北方町出身の柔道家。

## 人物・来歴
- 身長168cm。血液型A型。出身道場は清水道場。
- 大垣日本大学高等学校在校当時は1992年バルセロナオリンピック銅メダリストの岡田弘隆、今川義則とともに岐阜県の三羽烏と呼ばれ、高校選手権躍進の原動力となった。
- 過去41回（2023年まで）の全日本学生柔道体重別選手権大会において4年連続決勝進出した選手は大熊正彦（改名前）ただ一人である。〔1年次優勝、2年次準優勝、3年次準優勝、4年次優勝〕
- 第15回全日本サンボ選手権大会では68kg級で優勝している。
- 1991年、バルセロナ（スペイン）で開催された世界柔道選手権65kg以下級決勝でクベルマルツ（ドイツ）に敗れ準優勝。翌年の1992年バルセロナオリンピック65kg以下級の有力候補となるが、福岡で開催された全日本選抜体重別選手権大会で準決勝で敗れ、五輪代表を逃した。
- 現在、母校である大垣日本大学高等学校の男子柔道部監督として、自身が達成できなかった五輪出場を後輩に託し指導している[1]。
- また、柔道以外にサンボにも取り組んで、1989年の全日本選手権では68kg級で優勝を飾った[2]。

## 主な戦績
- 1984年 - 新人体重別　優勝
- 1985年 - 新人体重別　2位
- 1986年 - 世界ジュニア　2位
- 1986年 - 正力杯　2位
- 1986年 - 新人体重別　優勝
- 1987年 - 正力国際　2位
- 1987年 - 選抜体重別　2位
- 1987年 - 正力杯　2位
- 1988年 - 正力国際　優勝
- 1988年 - フランス国際　2位
- 1988年 - 講道館杯　2位
- 1988年 - 正力杯　優勝
- 1988年 - 世界学生　3位
- 1989年 - 正力国際　優勝
- 1990年 - 講道館杯　優勝
- 1990年 - 選抜体重別　優勝
- 1990年 - アジア大会　優勝
- 1990年 - 嘉納杯　5位
- 1991年 - 講道館杯　2位
- 1991年 - 選抜体重別　優勝
- 1991年 - 世界選手権　2位
- 1992年 - 講道館杯　3位
- 1992年 - 選抜体重別　3位
- 1992年 - 嘉納杯　2位
- 1993年 - フランス国際　5位
- 1993年 - 講道館杯　2位
- 1993年 - 選抜体重別　優勝

## 出身校
- 北方町立北方小学校卒業
- 北方町立北方中学校卒業
- 大垣日本大学高等学校卒業
- 東海大学体育学部武道学科卒業